# Stichophthalma sparta
Stichophthalma sparta is een vlinder uit de familie Nymphalidae. De wetenschappelijke naam van de soort is voor het eerst geldig gepubliceerd in 1894 door Lionel de Nicéville.